# 39 Arietis
39 Arietis (39 Ari) es una estrella en la constelación del Aries.
De magnitud aparente +4,51, es el séptimo astro más brillante en su constelación.

## Distancia y cinemática
39 Arietis se encuentra a una distancia de 171 años luz del sistema solar, siendo el error en dicha medida del 1,1 %.
En relación con el Sol se mueve a una velocidad de 51,3 km/s, aproximadamente el doble de la que tienen las estrellas del entorno solar.
Su cinemática puede corresponder a la de un miembro de la «corriente de Hércules»; éste es un numeroso grupo de estrellas cuya velocidad de rotación en torno al centro galáctico difiere significativamente de la que tienen la gran mayoría de las estrellas de la Vía Láctea.

## Características físicas
39 Arietis es una gigante naranja de tipo espectral K1.5III con una temperatura efectiva entre 4600 y 4670 K.
Brilla con una luminosidad 48 veces superior a la del Sol, igual a la de la conocida Pólux (β Geminorum), la gigante naranja más próxima a la Tierra.
Su tamaño, evaluado a partir de la medida de su diámetro angular, es 11,3 veces más grande que el del Sol y posee una masa de 1,6 masas solares.
Es una «gigante de primer ascenso» —en su núcleo no ha comenzado la fusión nuclear del helio— y su edad estimada es de 2410 millones de años.

## Composición química
39 Arietis presenta una metalicidad ligeramente más alta que la solar ([Fe/H] = +0,07).
La mayor parte de los elementos evaluados son más abundantes que en el Sol —bario y escandio son excepciones— y la mayor diferencia se observa para el manganeso, cuyo contenido casi duplica el del Sol ([Mn/H] = +0,27).
La relación entre los contenidos de 12C y 13C —que se utiliza como diagnóstico de la mezcla de elementos en estrellas evolucionadas— es igual a 23, una cifra elevada que indica que el proceso de mezclado ha sido limitado.